# تسويق بالمحتوى
التسويق بالمحتوى (بالإنجليزية: Content Marketing) هو شكل من أشكال التسويق يركز على خلق ونشر وتوزيع المحتوى إلى الجمهور المستهدف عبر الإنترنت. وعلى اختلاف غيرها من أشكال التسويق عبر الإنترنت، يعتمد تسويق المحتوى على استباق وتلبية حاجة العملاء الحاليين من المعلومات. ترتكز فكرة التسويق بالمحتوى على أن العلامة التجارية يجب أن تعطي شيئا ذا قيمة للحصول على شيء ذو قيمة في المقابل. وبدلا من الإعلانات التجارية يكون عرضا. وبدلا من اللافتة الإعلانية، يكون المقال.
عندما تسعى الشركات لتسويق المحتوى، يجب أن يكون التركيز الرئيسي على احتياجات العملاء المحتملين. بمجرد تحديد حاجة العميل، يمكن عرض المعلومات في مجموعة متنوعة من الأشكال والصيغات المختلفة، بما في ذلك الأخبار والفيديو والكتب الإلكترونية والرسوم البيانية ونشرات البريد الإلكتروني ودراسات حالة وأسئلة وأجوبة ومقالات وصور إلخ.

## التاريخ
استخدمت عبارة «التسويق بالمحتوى» في وقت مبكر من عام 1996، عندما قاد جون أوبيدال اجتماع مائدة مستديرة للصحفيين في الجمعية الأمريكية لمحرري الصحف.
بحلول عام 2014، نشرت مجلة فوربس عن سبعة طرق مفضلة للشركات لاستخدام تسويق المحتوى. في ذلك، يشير الكاتب إلى أنه بحلول عام 2013، قد ارتفع استخدام تسويق المحتوى عبر الشركات من 60% قبل عام أو نحو ذلك إلى 93٪.

## أهداف التسويق بالمحتوى
غالبا ما يستخدم التسويق بالمحتوى من قبل الشركات من أجل:
- جذب الانتباه واكتساب عملاء محتملين
- توسيع قاعدة عملائها
- توليد أو زيادة المبيعات عبر الإنترنت
- زيادة الوعي بالعلامة التجارية أو مصداقيتها
- إشراك مجتمع إلكتروني من المستخدمين

## إنشاء المحتوى
عند إنشاء محتوى، تعمد الشركات عادة إلى ثلاث خطوات أولية:

- تحديد الجمهور المستهدف واحتياجاتهم
- تحديد أنواع المحتوى

الكتب - فيديو - مسابقات - ندوات عبر الإنترنت -أسئلة وأجوبة - استطلاعات - مقابلات - مقاطع سمعية - مقالات - محركات البحث - وسائل التواصل الاجتماعي - الخ
- إنشاء نظام إدارة المحتوى

للبدء، سوف تحتاج إلى إيجاد نظام إدارة المحتوى. على الرغم من الاختلاف في أنظمة إدارة المحتوى، تشمل معظمها وظائف للمساعدة في إنشاء المحتوى والنشر وتحليلات لتتبع نجاح المنشورات.